# Scream (Michael-Jackson-Album)
Scream (englisch für „Schrei“) ist ein posthumes Kompilationsalbum des 2009 verstorbenen US-amerikanischen Sängers Michael Jackson. Es enthält Songs von sechs verschiedenen Soloalben von Jackson, die zwischen 1982 und 2014 erschienen sowie zwei Songs der Jacksons und Somebody’s Watching Me von Rockwell.

## Entstehung
Als Executive Producer fungierten John Branca und John McClain als Nachlassverwalter von Jackson, die Aufsicht über das Projekt führten John Doelp und Karen Langford, die Songs wurden von Bernie Grundman Mastering gemastert. Die Albumverpackung wurde von Sheri Lee und Meghan Foley entworfen und das Cover wurde von Matt Taylor gezeichnet. Produzenten der Songs waren Jackson auf den sieben Titeln und als Co-Produzent auf zwei weiteren, Quincy Jones und Rodney Jerkins auf je drei Titeln, Teddy Riley und Jimmy Jam und Terry Lewis auf je zwei Titeln und Janet Jackson auf Scream.

## Titelliste
1. This Place Hotel
2. Thriller
3. Blood on the Dance Floor
4. Somebody’s Watching Me
5. Dirty Diana
6. Torture
7. Leave Me Alone
8. Scream
9. Dangerous
10. Unbreakable
11. Xscape
12. Threatened
13. Ghosts
14. Blood On The Dancefloor X Dangerous (The White Panda Mash-Up)

Je ein Titel stammt von Thriller, Dangerous, Xscape, und je zwei Titel stammen von Bad, Blood on the Dance Floor - HIStory in the Mix und Invinicible. This Place Hotel und Torture sind Songs der Jacksons und Somyebody’s Watching Me ist von Rockwell. Der Bonustrack Blood On The Dancefloor X Dangerous (The White Panda Mash-Up) ist ein Mix aus fünf verschiedenen Songs.

## Rezeption

### Chartplatzierungen
| ChartsChartplatzierungen           | Höchstplatzierung | Wochen |
| ---------------------------------- | ----------------- | ------ |
| Deutschland (GfK)                  | 22 (2 Wo.)        | 2      |
| Österreich (Ö3)                    | 50 (2 Wo.)        | 2      |
| Schweiz (IFPI)                     | 34 (2 Wo.)        | 2      |
| Vereinigte Staaten (Billboard)     | 33 (7 Wo.)        | 7      |
| Vereinigte Staaten (Billboard R&B) | 20 (2 Wo.)        | 2      |
| Vereinigtes Königreich (OCC)       | 9 (6 Wo.)         | 6      |

### Auszeichnungen für Musikverkäufe
| Land/Region                  | Auszeichnungen für Musikverkäufe (Land/Region, Auszeichnung, Verkäufe) | Verkäufe |
| ---------------------------- | ---------------------------------------------------------------------- | -------- |
| Vereinigtes Königreich (BPI) | Silber                                                                 | 60.000   |
| Insgesamt                    | 1× Silber ·                                                            | 60.000   |

Hauptartikel: Michael Jackson/Auszeichnungen für Musikverkäufe